# Unbound Gravel

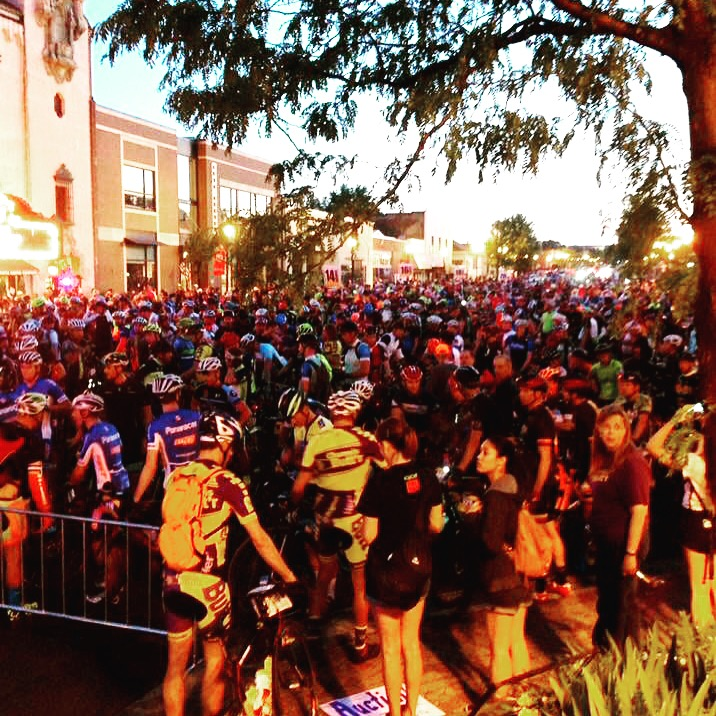
Renners wachten voor de start van de editie 2018

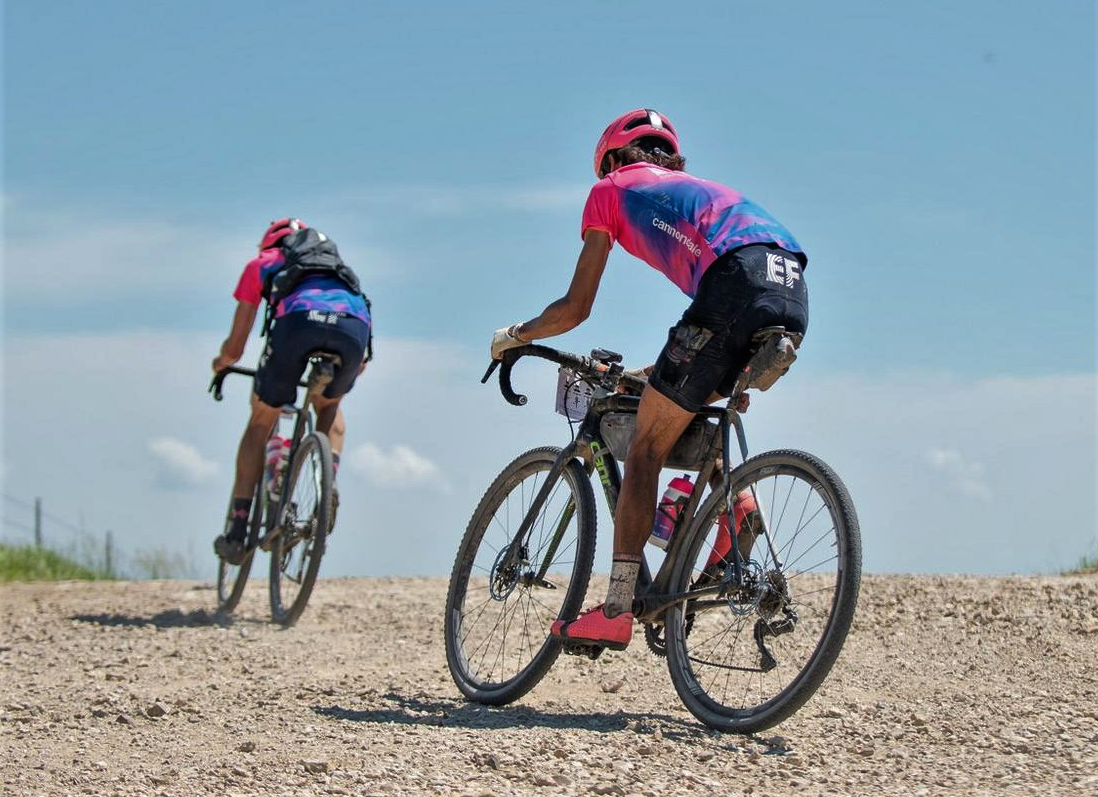
Twee renners van EF Education First

Unbound Gravel, eerder bekend onder de naam Dirty Kanza, is een evenement dat bestaat uit een gravelrace met verschillende afstanden die jaarlijks wordt gehouden in de late lente in de Flint Hills rond Emporia, Kansas, Verenigde Staten.
De organisatoren van het evenement refereren aan de race van 200 mijl als "'s werelds grootste graveltocht", en wordt gerankschikt als een van de top gravelraces. Winnaars krijgen een riemgesp.

## Evenementen
- Unbound Gravel XL: 350 mijl (560 km) sinds 2018.
- Unbound Gravel 200: 200 mijl (320 km), oorspronkelijke Dirty Kanza sinds 2006.
- Unbound Gravel 100: 100 mijl (160 km) sinds 2013.
- Unbound Gravel 50: 50 mijl (80 km ) sinds 2013.
- Unbound Gravel 25: 25 mijl (40 km) sinds 2013.
- Unbound Gravel Junior: 25 mijl (40 km), 12-15 jaar.

## Uitslagen

### Unbound Gravel XL
Tot 2020 Dirty Kanza XL of DK XL.
| Jaar | Mannen                                    | Vrouwen                                   |
| ---- | ----------------------------------------- | ----------------------------------------- |
| 2025 | Rob Britton                               | Heather Jackson                           |
| 2024 | Sebastian Breuer                          | Svenja Betz                               |
| 2023 | Logan Kasper                              | Kristen Legan                             |
| 2022 | William Harrison                          | Cynthia Frazier                           |
| 2021 | Taylor Lideen                             | Lael Wilcox                               |
| 2020 | Geannuleerd omwille van de coronapandemie | Geannuleerd omwille van de coronapandemie |
| 2019 | Jay Petervary                             | Lael Wilcox                               |
| 2018 | Matt Acker                                | Rebecca Rusch                             |

### Unbound Gravel 200
Tot 2020 Dirty Kanza 200 of DK 200.
| Jaar | Mannen                                    | Vrouwen                                   |
| ---- | ----------------------------------------- | ----------------------------------------- |
| 2025 | Cameron Jones                             | Karolina Migoń                            |
| 2024 | Lachlan Morton                            | Rosa Klöser                               |
| 2023 | Keegan Swenson                            | Carolin Schiff                            |
| 2022 | Ivar Slik                                 | Sofía Gómez Villafañe                     |
| 2021 | Ian Boswell                               | Lauren De Crescenzo                       |
| 2020 | Geannuleerd omwille van de coronapandemie | Geannuleerd omwille van de coronapandemie |
| 2019 | Colin Strickland                          | Amity Rockwell                            |
| 2018 | Ted King                                  | Kaitlin Keough                            |
| 2017 | Mat Stephens                              | Alison Tetrick                            |
| 2016 | Ted King                                  | Amanda Nauman                             |
| 2015 | Yuri Hauswald                             | Amanda Nauman                             |
| 2014 | Brian Jensen                              | Rebecca Rusch                             |
| 2013 | Dan Hughes                                | Rebecca Rusch                             |
| 2012 | Dan Hughes                                | Rebecca Rusch                             |
| 2011 | Dan Hughes                                | Betsy Shogren                             |
| 2010 | Corey Godfrey                             | Emily Brock                               |
| 2009 | Michael Marchand                          | –                                         |
| 2008 | Cameron Chambers                          | Kristen High                              |
| 2007 | Steve Guetzelman                          | Leslie Hiemenz                            |
| 2006 | Dan Hughes                                | –                                         |

### Unbound Gravel 100
Tot 2020 DK 100. Sinds 2019 een officiële raceafstand.
| Jaar | Mannen                                    | Vrouwen                                   |
| ---- | ----------------------------------------- | ----------------------------------------- |
| 2025 | Hayden Christian                          | Tiffany Cromwell                          |
| 2024 | Elliott Baring                            | Lauren Stephens                           |
| 2023 | David Brower                              | Tiffany Cromwell                          |
| 2022 | Ethan Overson                             | Marisa Boaz                               |
| 2021 | Stephen Hyde                              | Lauren Stephens                           |
| 2020 | Geannuleerd omwille van de coronapandemie | Geannuleerd omwille van de coronapandemie |
| 2019 | Ashton Lambie                             | Lauren Stephens                           |
| 2018 | Matthew Accarrino                         | Erica Mueller                             |
| 2017 | Steven Baxter                             | Rebecca Rusch                             |
| 2016 | Guy Alvarez                               | Rebecca Rusch                             |
| 2015 | Austin Morris                             | Jennifer Rhoades                          |
| 2014 | David Wilson                              | Danielle Pellicano                        |
| 2013 | Mark Schloegel                            | Lynn Malir                                |